# Secret Voyage
Secret Voyage é o sétimo álbum de estúdio da banda Blackmore's Night, lançado a 15 de julho nos EUA, foi lançado na Alemanha no dia 27 de junho e nos outros países europeus em 30 de junho pela gravadora SPV GmbH, dos Estados Unidos.

## Faixas
1. "God Save the Keg" – 3:40
2. "Locked Within the Crystal Ball" – 8:04
3. "Gilded Cage" – 3:42
4. "Toast to Tomorrow" – 3:49
5. "Prince Waldeck's Galliard" – 2:13
6. "Rainbow Eyes" (cover da banda Rainbow) – 6:01
7. "The Circle" – 4:48
8. "Sister Gypsy" – 3:21
9. "Can't Help Falling in Love" – 2:51
10. "Peasant's Promise" – 5:33
11. "Far Far Away" – 3:54
12. "Empty Words" – 2:40